# آرتور ارمان
آرتور ارمان (فرانسوی: Arthur Hermann‎; ۱۶ اکتبر ۱۸۹۳ – ۲۸ مارس ۱۹۵۸) ژیمناست هنری اهل فرانسه بود.